# Yasutoshi Miura
Yasutoshi Miura (三浦 泰年, Miura Yasutoshi, Shizuoka, 15 de julho de 1965) é um treinador de futebol e ex-futebolista japonês que atuava como zagueiro.
É irmão do atacante Kazuyoshi Miura.

## Carreira

### Jogador
Começou no Santos, onde atuou apenas nas categorias de base e no time de Aspirantes. Em 85, saiu do clube Alvinegro e retornou à sua terra natal, onde começou a carreira como atleta profissional.
O primeiro time em que atuou no Japão foi o Yomiuri, atualmente conhecido como Tokyo Verdy, onde chegou a atuar com seu irmão Kazu.
Também com seu irmão, chegou a jogar na Seleção Japonesa em 1993, participando das eliminatórias da Copa do Mundo de 1994. Pela Seleção Japonesa fez três jogos apenas.
Pelo Shimizu Pulse, disputou mais 100 partidas entre os anos de 1992 e 1995, na época da mudança do futebol amador para a J-League.
Fez sucesso no Avispa Fukuoka, lugar em que jogou por mais de 70 oportunidades em mais dois anos clube.
No Vissel Kobe, Yasuhiro encerrou a carreira aos 38 anos. Na sua carreira de jogador, disputou 343 jogos e marcou 16 gols, sendo que todos eles aconteceram no futebol japonês.

### Treinador
Após encerrar a carreira de atleta passou a ser treinador.
Começou na base do Vissel Kobe, passando depois pelo Giravanz Kitakyushi, Tokyo Verdy, Chiangmai, da Tailândia, pelo Kataller Tolyama e pelo Kagoshima United.

Em 2020, comandou o Socorro, time de Sergipe, na Copa São Paulo de Futebol Júnior, sendo assim o primeiro japonês a ser treinador no Brasil.